# モーツァルト・グループ
モーツァルト・グループ（英語: Mozart Group、ウクライナ語: Група Моцарта）は2022年ロシアのウクライナ侵攻を受けて、2022年3月中旬に、アンドリュー・ミルバーンによって創設、運営され、ウクライナを中心に活動している民間軍事会社である。 モーツァルト・グループは軍人経験のある欧米のボランティアから組織されており、ウクライナ軍を支援しつつ、軍事訓練の実施、民間人の避難や救助、人道支援物資の配布などの活動を行っていた。 
グループの名はドイツ語圏の作曲家ヴォルフガング・アマデウス・モーツァルトにちなむものである。これはウクライナと対立関係にあるロシアの民間軍事組織、傭兵ネットワークで、同じくドイツ語圏の作曲家リヒャルト・ワーグナーにちなんで名づけられているワグネル・グループとの対比によるものである。グループのマスコットとして、グループによって救助された雑種犬のリッチー（Richie）がいる。

## 概要
モーツァルト・グループそのものはアメリカ合衆国ワイオミング州の有限責任会社として設立されている。グループはアメリカ合衆国国民の外国の軍事組織への参加とアメリカと戦争状態にない国に対する戦闘行為を禁じた中立法に基づいて直接的には戦闘には参加していない。（ただし、自衛戦闘を除く）。

## 創設
モーツァルト・グループは2022年3月中旬に、アメリカ軍として31年間従軍した、アメリカ海兵隊の元大佐のアンドリュー・ミルバーンによって設立された。ミルバーンは自身が参加したソマリア、イラク、アフガニスタンでの軍務よりも、ウクライナでは戦いの大義が明確であり、生命の危険を冒す価値を感じると述べている。 彼はウクライナに2022年3月初旬に軍事雑誌タスク＆パーパス誌の特派員として渡航し、モーツァルト・グループ設立後にキーウに事務所を設け、当初はキーウの防衛や現地の民間防衛隊の訓練を行いつつ、グループへの寄付を募った。グループの事務所は後にドンバス地域に移された。

## 構成員
2022年8月現在、グループはアメリカ、イギリス、アイルランドなどの西側諸国出身の20～30人のボランティアから構成され、その多くは30歳から45歳の英語話者で、元特殊作戦の隊員である。ウクライナ領土防衛部隊外国人軍団より契約には柔軟だが、その審査には慎重を期している。構成員は戦闘行為への参加が禁じられており、戦闘行為に参加すると即座に除名される。

## 活動
活動内容は様々な軍事訓練、市民の避難支援や救助、人道支援物資の配布、、地雷除去、応急手当などである。

## 資金調達
モーツァルト・グループの資金源は主にアメリカの民間篤志家である。また、市民の避難への支援という明確な目的による資金援助を行った人道支援組織もある。
創設者のミルバーンによれば、モーツァルト・グループはアメリカ政府との接触や政府からの支援はなく、アメリカ政府はグループへの資金提供によって、グループがウクライナでの戦争に関与する民間軍事請負に参画することを懸念していたと述べている。

## 解散
2023年2月初旬、アンドリュー・ミルバーンは、モーツァルト・グループがウクライナ領から撤退し、今後は傭兵ではなく指導者として活動を継続する可能性があると発表した。